# 山奥〜豚の乱〜
山奥〜豚の乱〜（やまおく ぶたのらん）は、フジテレビ製作のバラエティ番組『めちゃ²イケてるッ!』のコーナーである。

## 概要
ドラマ『大奥～華の乱～』のパロディ。ナレーションは住友七絵。なお、このコーナー中に提供スポンサーの紹介が入る場合、ナレーションは本家風にアレンジされていた。
山本扮する元禄時代の芸達者『やま様』が10人のお女中（めちゃイケメンバー）の任意の1人に対し一発ギャグをし、それに対して笑ったら罰ゲーム。『やま様』に指名され尼さん（鈴樹志保〈元カンカラ〉）に名前を呼ばれた者は「私でございますか」と言って顔を上げ、やま様のギャグを見なければならない。笑うと「おエス」と「どエス」（子役）から強烈な平手打ち（「どエス」は一度だけおかむ（岡村）に対し、パンチをかました）。また、反応の薄い笑いの場合には、やま様自らが平手打ちをすることがある。第二章（第8話～第16話）では、尼さんの持つ刀の先で悪臭の液体をつけられる罰に変更された。また、お女中は『やま様』に指名されるまで正座で顔を伏せて待機しており、待機中は畳に埋め込まれたモニターで『やま様』の一挙手一投足を見せられているため、指名される前から笑いをこらえきれないメンバーも多数。
第16話時点でのやま様の勝敗成績は14勝4敗であることが7月8日の放送で判明（お台場冒険王で展示される予定のパネルによると、第七話のおひなは負け、特別話のおはまは勝敗が付いていないことになっている。因みにこのパネルには、やま様が4年間アタックした女性の写真が貼られているが放送ではモザイクが掛かっていた）。
第17話から第三章が予定されていたが2006年7月に山本が不祥事で吉本興業を解雇された為、そのままコーナー打ち切りとなり、同年に行われたフジテレビのイベント「2006年お台場冒険王」でのパビリオン「東京めちゃイケランド」にあった「山様コーナー」も閉鎖となった。

## メンバー
- やま様（山本圭壱）（十四勝四敗）
- 尼さん（鈴樹志保）（カンカラ、只今参上 色とり忍者でも出演）

### お女中
- おかむ（岡村隆史）（一敗）…画面左側一番奥
- おひな（雛形あきこ）（四勝）…画面左側奥から2番目
- おかと（加藤浩次）（二敗）…画面左側奥から3番目
- おみつ（光浦靖子）（二敗）…画面左側手前から2番目
- おしん（有野晋哉）（一敗）…画面左側一番手前

- おはま（濱口優）（二敗）…画面右側一番奥
- おくぼ（大久保佳代子）（一敗）…画面右側奥から2番目
- おやべ（矢部浩之）（一敗）…画面右側奥から3番目
- おさり（鈴木紗理奈）（三敗）…画面右側手前から2番目
- おたけ（武田真治）（二敗）…画面右側一番手前

※ただし、「特別話 裏切り」（圭昌院様登場の回）は、配置が異なる（おかととおひなが逆、おやべとおはまが逆）。

## サブタイトル
特…特別話
| 放送日 やま様登場時 のテロップ         | 回 | サブタイトル | お題                                                          | 標的                 | 結果 |
| -------------------------------------- | -- | ------------ | ------------------------------------------------------------- | -------------------- | --- |
| 2006年1月21日 元禄時代伝説の 芸達者    | 1  | 洗礼         | 親戚の宮田さん                                                | おかと               | おかとがやま様の「硬くなるなよ」に爆笑し、おエスに平手打ちにされる。 おはまが「あの北野武（泥棒）ヒゲは反則だよな〜」と発言。 |
| 2006年1月21日 元禄時代伝説の 芸達者    | 2  | 秒殺         | なし                                                          | おさり               | おさりが面を上げた瞬間、やま様の顔を見て爆笑し、どエスに平手打ちにされる。 |
| 2006年1月21日 元禄時代伝説の 芸達者    | 3  | 油断         | ううん。 （誘い笑い）                                         | おやべ おみつ        | おやべは単なるフェイントで、飛び火したおみつが誘い笑いに爆笑し、おエスに平手打ちにされる。 |
| 2006年1月21日 元禄時代伝説の 芸達者    | 4  | 一刀両断     | What is this?                                                 | おしん               | おしんがやま様の「ファディディース!（What is this?をなめらかに発音したもの）」に撃沈。おエスに平手打ちにされる。 因みに、軍団山本・うら若き町娘（後に登場）と年明け早々にハワイにバカンスに行った際に、「ホワットイズジス」では現地で通用せず、「ファディディース！」で通用したかららしい。 やま様が脇差を落とし、お女中大爆笑（しかもそれを予言していた）。 |
| 2006年1月21日 元禄時代伝説の 芸達者    | 5  | 隠し玉       | チャーリーとチョコレート工場と工場長                          | おかむ               | おかむがやま様の鈴攻めと「さ～休憩ですよ～」に撃沈し、どエスからパンチを食らう。おかむ曰く、「タイトルの時点でもう面白かった。」 |
| 2006年1月28日 元禄時代伝説の 芸達者    | 6  | 緊急         | ロボット犬                                                    | おはま               | フジテレビ警察の要請で登場。警察出身のお女中（岡村、加藤、矢部、濱口）の中から餌食に。おはま（濱口）がかすれた鳴き声に耐えられず、おエスに平手打ちにされる。 おはま曰く、「どんなワン来んねやろ思ったら、あんなかすれた『ワン』やった」である。 |
| 2006年2月4日 元禄時代伝説の 芸達者     | 7  | 騒然         | 骨元気 （おひな・おさり） マサチューセッツ工科大学 （おたけ） | おひな おさり おたけ | おひなが「骨元気！」に耐えたものの、尼さんが「こやつ笑っております」と忠告。その後、おさり（おさりは、おひなが回避した「骨元気」ネタに耐えられなかった）・おたけ（武田（おたけ）は「マサチューセッツ工科大学」で攻められる。もちろん爆走数取団第十七弾「♪ジタバッタすっるなヨ!!（2003.4.26放送）」でジョニー（武田）が出題したお題）が立て続けにやま様に平手打ちにされる。 因みに、おさりが笑った際に尼さんに指名されたのはどエスであった。おたけの時は、即やま様が平手打ちをした。 |
| 2006年2月18日 元禄時代伝説の 芸達者    | 8  | 増長         | B'zの新メンバー                                               | おかと               | おかとが側近の尼さんに、化学的に調合されたくさい液体がついた刀で顔を斬られ（刃先に刷毛が付いている）、おひなにマジ切れされる。おかとはさらにコンタクトレンズを紛失。 |
| 2006年3月4日 生まれて初めての 土下座   | 特 | 裏切り       | -                                                             | -                    | やま様がうら若き町娘（大沢あかね）とのお忍びで茶屋巡りをなされているお姿が報じられた（熱愛報道）ことについて「この度はあれこれ騒がした形になり、不徳の致す限りです。誠に申し訳御座いませんでした」と謝罪。しかも報じられたのが、おかむの千本ノック（岡村熱愛スキャンダルの謝罪）の翌日であったため、おかむ曰く、「あの千本ノックは『意味が無かった』って言う事ですからね。ショックですよ」。さらにやま様が「おしん（有野）が結婚し、おかむ（岡村）があのような報道をされ、そしてやま様（山本）が熱愛スクープされ、私もどうやらギリギリでモテる男に滑り込んだんでは・・・」と全てを語った。 さらにサプライズゲストとして圭昌院様（演じたのは山本の実母・山本明美、徳川綱吉の生母・桂昌院のパロディ。登場時のテロップとして『急きょ上京した山本圭壱の母』と『山本圭壱の不祥事を許びる母』を表示）が登場し、やま様「やめてくれぇー!!!!」と絶叫。さらに圭昌院様も「この度は、やま様の不祥事により、皆様に多大なるご迷惑をおかけしました事。母として心からお詫び申し上げます」と謝罪した。 しかし圭昌院様は「（自分がもてるからという理由で山本に）『キャラクターとして太ったら？』と言ったから（モテなくなった）」と加藤（おかと）が山本（やま様）に言ったと言われ、おかとが「ババァ、何言い出してんだよ!?」とキレる。 さらに、やま様が町娘のパーティでとなりに座ったことがないことと、間接キスでほおを赤らめる38歳の自称「青年実業家？」であることが発覚する。 結局、圭昌院様から「手なずけやすいから若い子狙うのかな？」と言われたやま様は、「次の山奥、覚えておけよ！」と言い残し、圭昌院様・尼さんと一緒に帰って行った。 |
| 2006年3月18日 前回の母君参上に報復宣言 | 9  | 復讐         | 千と千尋の照れ隠し                                            | おみつ               | おみつがやま様の顔まねに爆笑し、尼さんに悪臭つき刀で顔を斬られる。 おはまが「やま様～！出てきたで～」（by おやべ）とかぶりつく程のやま様ファンである事が判明。 |
| 2006年4月8日 今夜の狙いはただ一人      | 特 | 大暴落       | 東村山一丁目                                                  | おはま               | 松竹DMC芸能の不祥事（粉飾決算）があった（濱口だましの一環なので、もちろん嘘である）直後にもかかわらず、不謹慎にもおはま（濱口）がやま様の「粉飾！粉飾！ワ～オ!!」にあえなく秒殺。 因みに、このときの標的はお女中（もちろん濱口以外）たちの間にも事前に決まっていた。 この時のナレーションは唯一、住友ではなく木村匡也（通常Ver.）が担当していた。 |
| 2006年4月22日 両想いの恋が夢           | 10 | 妄想         | THE 有頂天ホテルにて                                          | おさり               | 面を上げる前からピンチだったおさりが尼さんに「面を上げ～い」と3度言われる。 「私でございますか」を（笑いをこらえるために）中村玉緒並みの低い声で発する。 やま様の「盗撮ちゃうんか!?」（+尼さんのアシスト）に遂におさり撃沈。 |
| 2006年4月29日 現在10連勝中             | 11 | 事件         | メスカブトの飛び方                                            | おひな               | おひながやま様の一発ギャグに動じず、やま様初の敗北（これがやま様vsおひな抗争の幕開けとなる）。 |
| 2006年4月29日 現在10連勝中             | 12 | 報復         | はみ出てますよ                                                | おひな               | 「はみ出てますよ。メスカブトが」と前回のネタを引っ張ってくるも、おひなの圧倒的威圧感の前に、やま様まさかの連敗。 やま様退場後に、お女中たちは「やま様と尼さんができてるのではないか」と噂話をしていた。 |
| 2006年4月29日 現在10連勝中             | 13 | 天敵         | 少し不安です                                                  | おひな               | 最後まで名前が不明だった「おくぼ」の名前が呼ばれるも、単なる冷やかしであった。 やま様、登場時におひなに蹴りを入れるなどの奇襲攻撃と前半のめっちゃスシやねん、たむらけんじの「チャ～」を繰り出すも、おひなの前に3連敗を喫し、完敗する。 |
| 2006年5月20日 おひなショック から復活  | 14 | 不意         | 視力検査                                                      | おたけ               | おたけがやま様の「なんでくぼみがあるんや？」に撃沈。 これで、やま様がおたけの肉体美に興味（筋肉の谷間に興味津々）があることが発覚。 悪臭が大広間中に広がる。 |
| 2006年5月20日 おひなショック から復活  | 15 | 貫徹         | ロボット池中玄太                                              | おくぼ               | 初対決となったおくぼがやま様の「な、な、楠公さんよ～」のオチに入る前に撃沈。しかし、やま様は最後までネタを続けた。 悪臭を塗られたあとのゆがめたおくぼの顔はほっしゃん。のようであった。 |
| 2006年6月17日 WCよりWBC                | 16 | お約束       | イチローからジローへ                                          | おやべ               | 実質的な初対決となったおやべがやま様の「飛びます、飛びます！」に撃沈。尼さんによって大量におやべに塗られた悪臭が大広間中に広がりやま様も思わず悲鳴。 このときのやま様は、収録前に草野球の試合があったため、お疲れ気味であった。 また、尼さんのことがネット上で噂になっていることも判明。 おはまは、イチローネタに戻ったときがツボにはまった。 |